# Пертль, Адриан
Адриан Пертль (нем. Adrian Pertl; род. 22 апреля 1996 года) — австрийский горнолыжник, серебряный призёр чемпионата мира 2021 года в слаломе. Специализируется в слаломных дисциплинах.

## Карьера
В марте 2017 года выиграл золото в слаломе на чемпионате мира среди юниоров в шведском Оре. Там же занял седьмое место в гигантском слаломе. В Кубке мира дебютировал 23 января 2018 года в возрасте 21 года.
26 января 2020 года впервые в карьере набрал очки в Кубке мира, заняв восьмое место в слаломе в Кицбюэле. 8 февраля 2020 года впервые в карьере поднялся на подиум на этапе Кубка мира, заняв третье место в слаломе в Шамони.
На чемпионате мира 2021 года в Кортине-д’Ампеццо сенсационно выиграл первую попытку слалома и в итоге завоевал серебряную медаль, уступив только норвежцу Себастьяну Фосс-Солевогу.

## Результаты на крупнейших соревнованиях

### Чемпионаты мира по горнолыжному спорту
| Чемпионат мира         | Скоростной спуск | Супергигант | Гигантский слалом | Слалом | Комбинация | Команды | Паралл. гигантский слалом |
| ---------------------- | ---------------- | ----------- | ----------------- | ------ | ---------- | ------- | ------------------------- |
| 2021 Кортина-д’Ампеццо | —                | —           | —                 | 2      | —          | 5       | DNFQ                      |